# Katano
Katano (Japans: 交野市, Katano-shi) is een stad in de prefectuur  Osaka, Japan. Begin 2014 telde de stad 76.830 inwoners. Katano maakt deel uit van de metropool Groot-Osaka.

## Geschiedenis
Op 3 november 1971 werd Katano benoemd tot stad (shi).

## Partnersteden
- Collingwood, Canada sinds 1981

Steden:
Daito · Fujiidera · Habikino · Hannan · Higashiosaka · Hirakata · Ibaraki · Ikeda · Izumi · Izumiotsu · Izumisano · Kadoma · Kaizuka · Kashiwara · Katano · Kawachinagano · Kishiwada · Matsubara · Minoh · Moriguchi · Neyagawa · Osaka (hoofdstad) · Osakasayama · Sakai · Sennan · Settsu · Shijonawate · Suita · Takaishi · Takatsuki · Tondabayashi · Toyonaka · Yao

Districten:
Minamikawachi · Mishima · Senboku · Sennan · Toyono
Gemeenten per district